# Pheidole micula
Pheidole micula är en myrart som beskrevs av Wheeler 1915. Pheidole micula ingår i släktet Pheidole och familjen myror. Inga underarter finns listade i Catalogue of Life.

## Bildgalleri

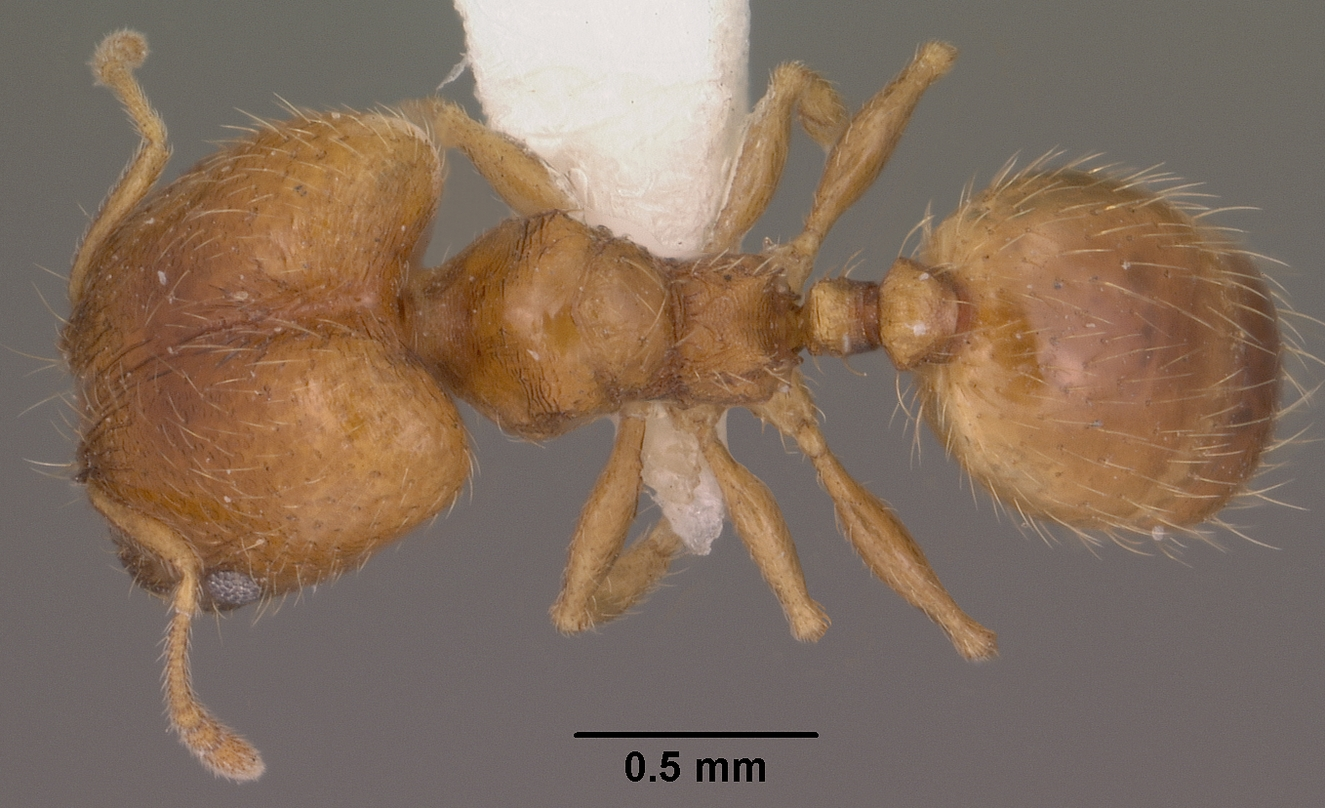
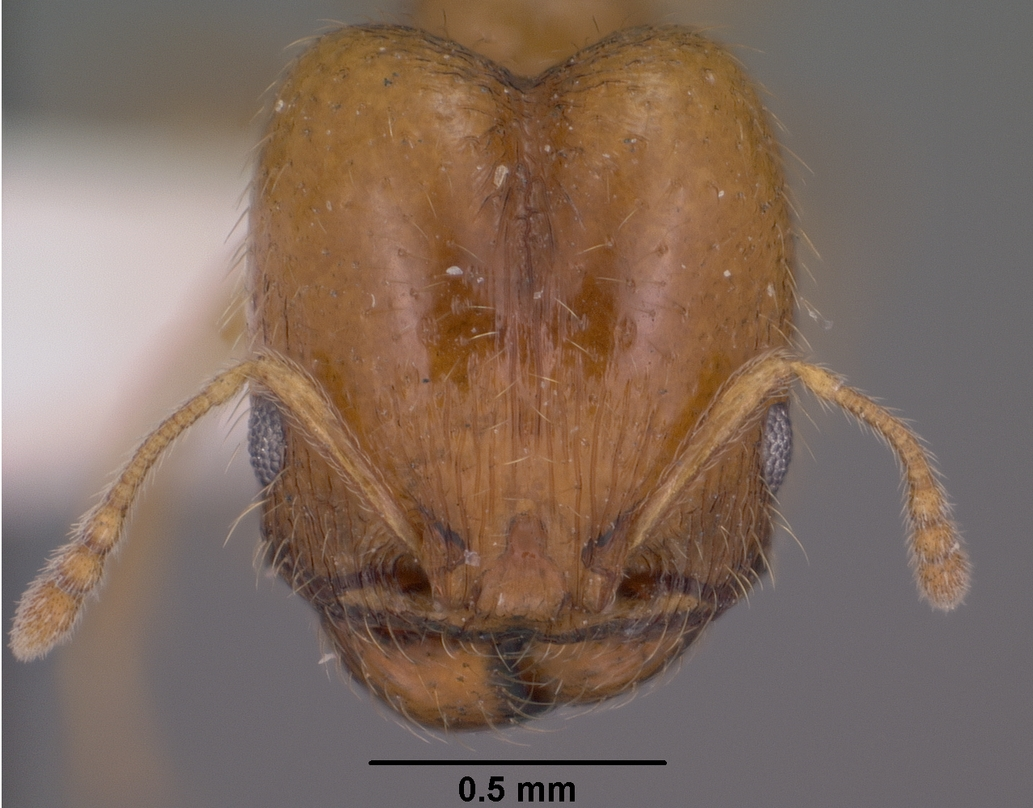
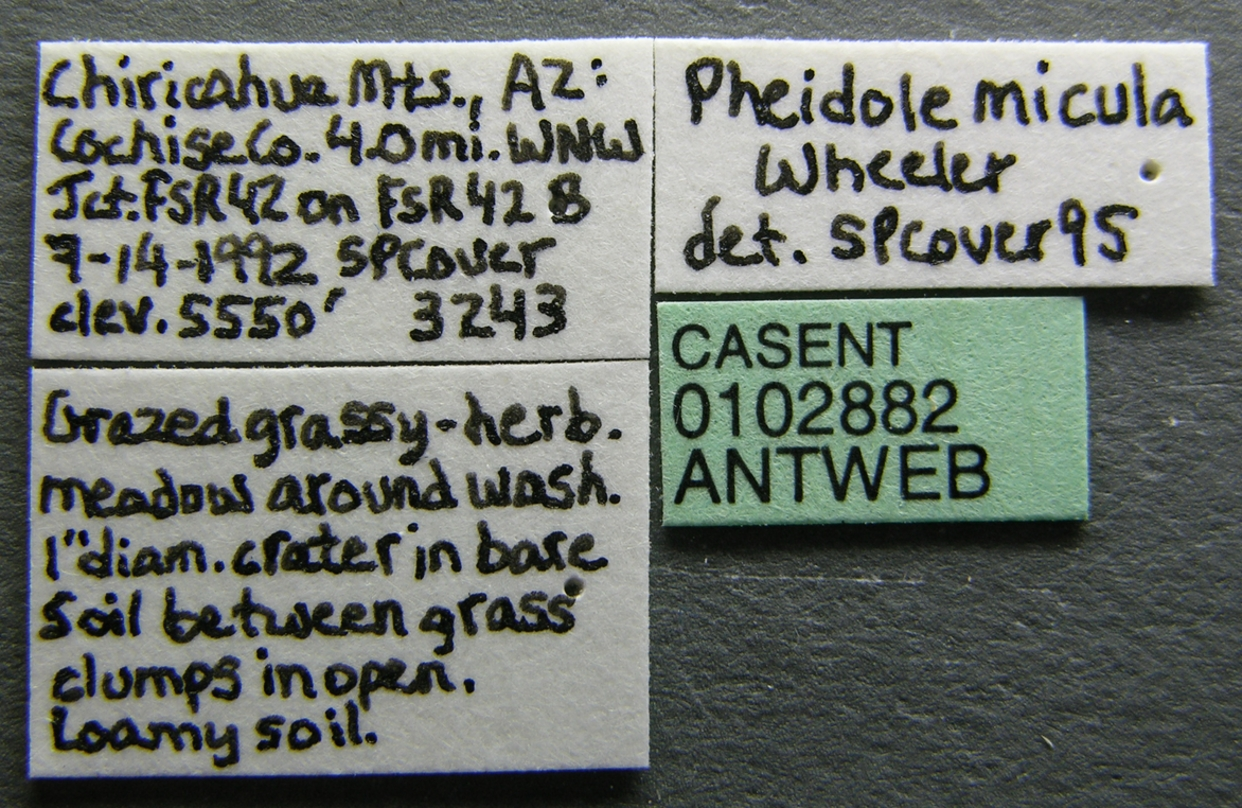
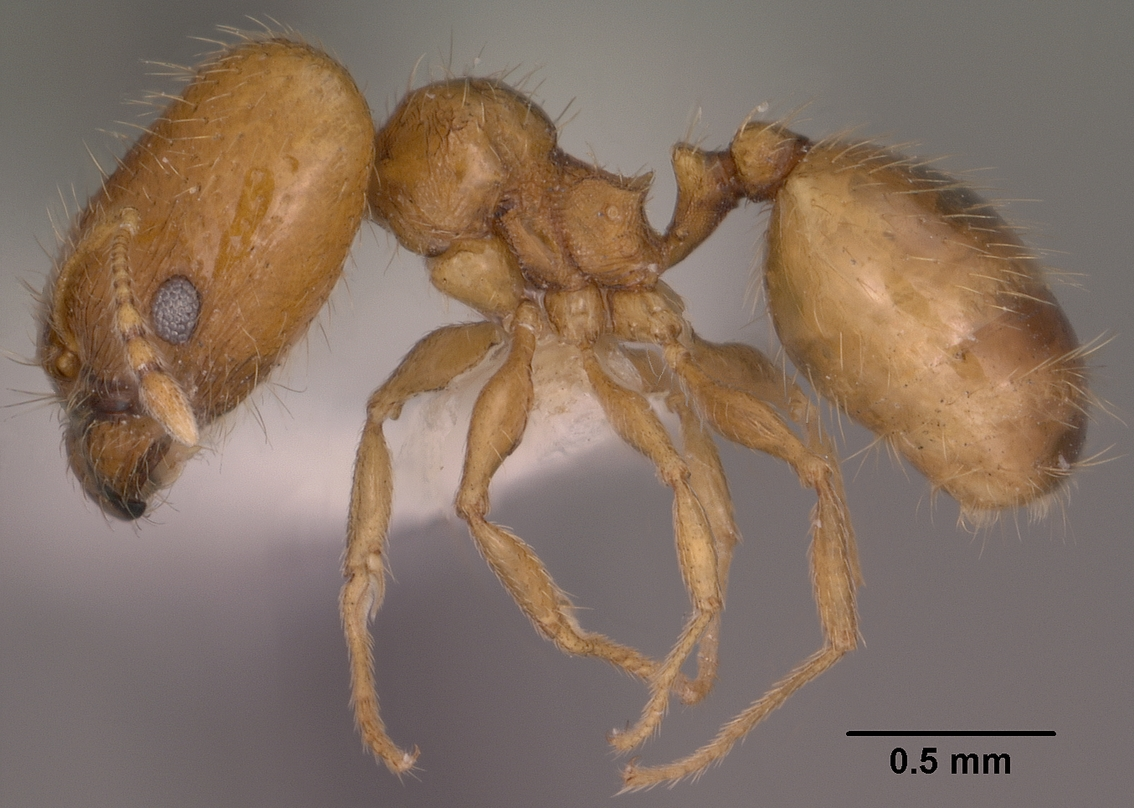
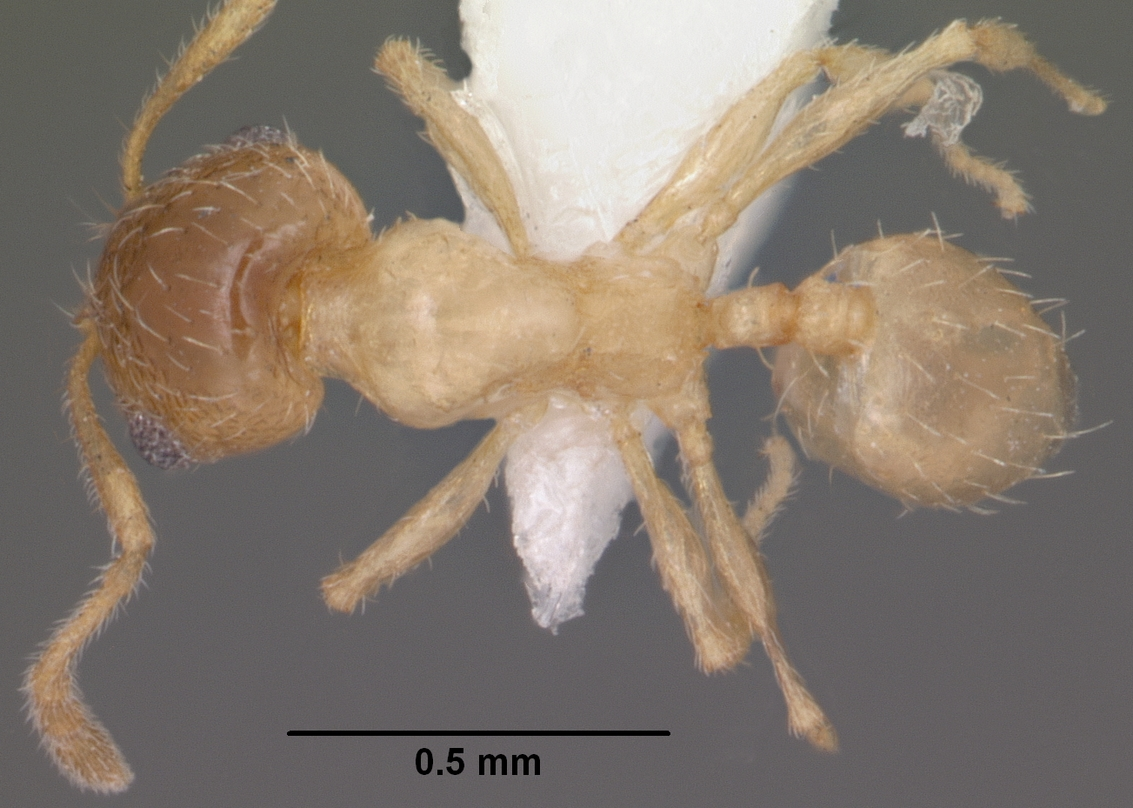
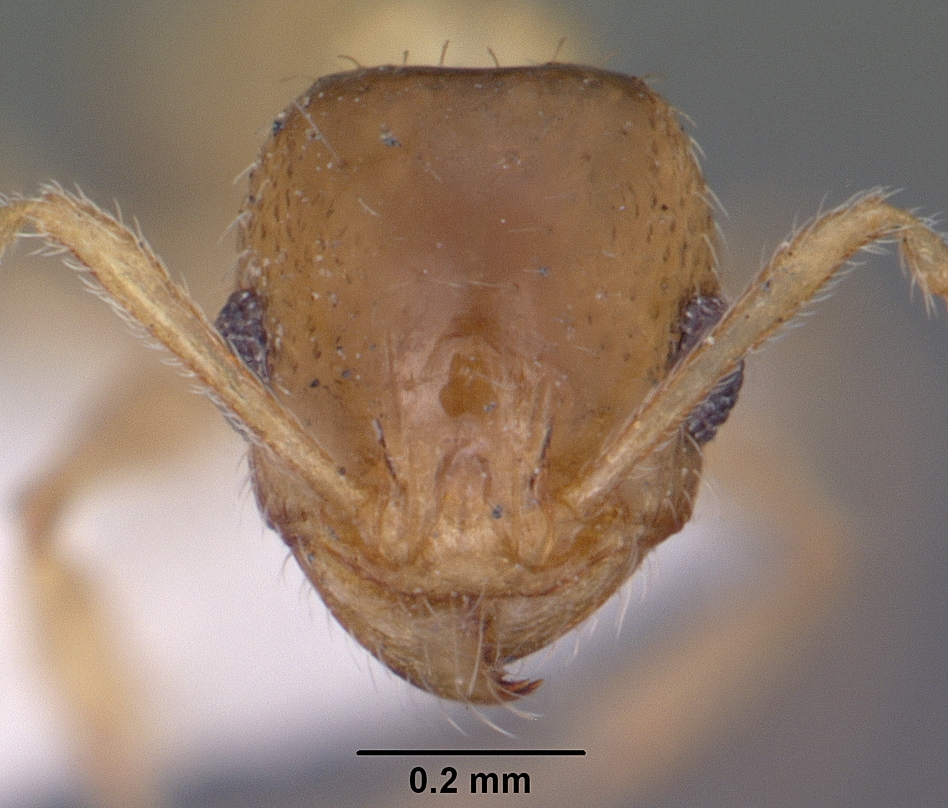